# Grottlejon

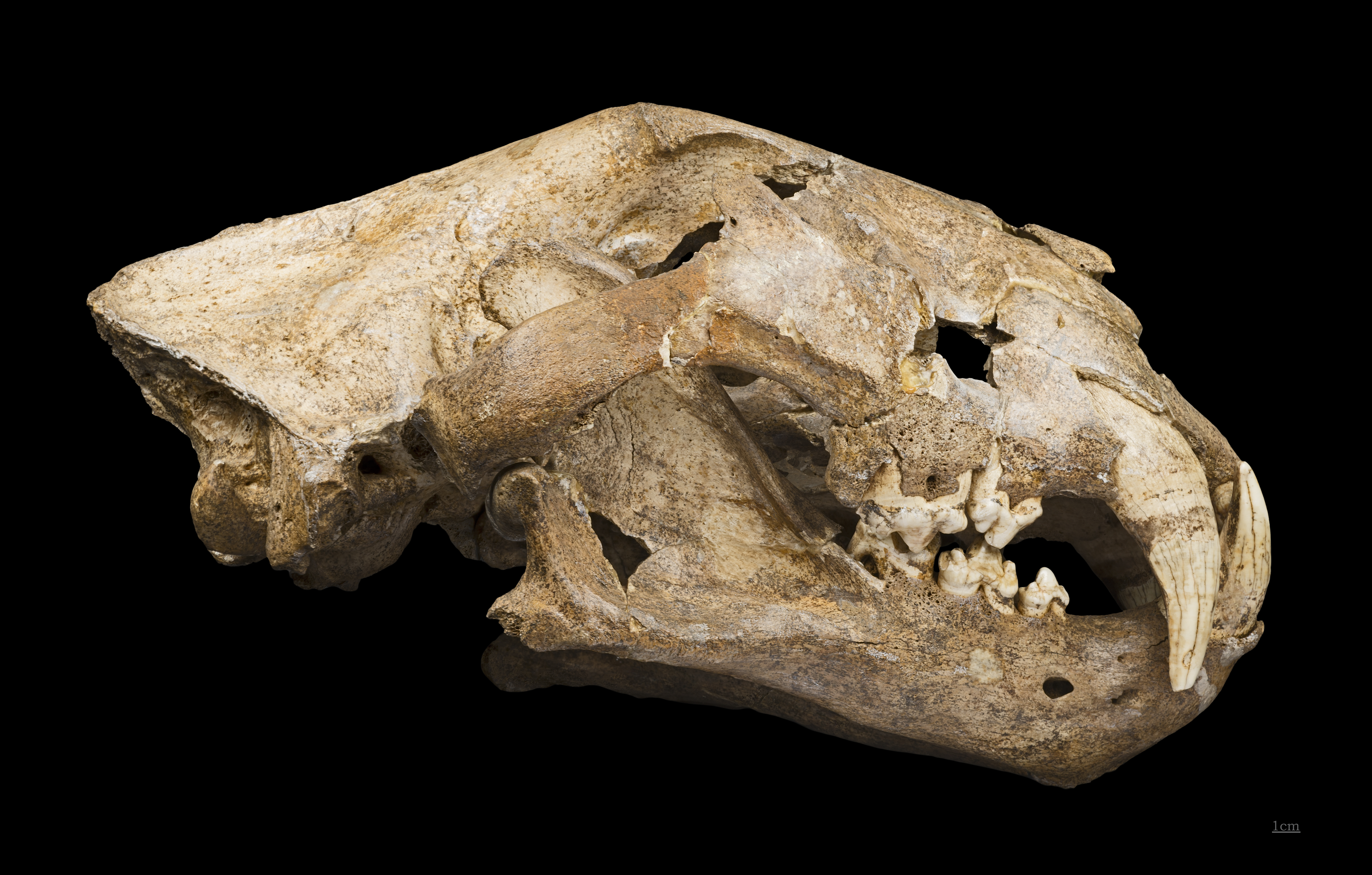
Panthera leo spelaea

Grottlejon (Panthera spelaea) är ett utdött kattdjur som tillhör släktet Panthera. Den levde under istiden, från cirka 60 000 till 13 000 år sedan, från Spaniens västkust ända bort till nordvästra Nordamerika. Grottlejonet delar en gemensam förfäder med det afrikanska lejonet som levde för ungefär 500 000 år sedan och är närmare släkt med det utdöda amerikanska lejonet (Panthera atrox). 
Grottlejonet förekom på stäppen i norr och halvöknarna i söder. Lejonet jagade stora gräsätare som den förhistoriska hästen, jättehjort, ren och mammutkalvar. Ifrån grottmålningar och skulpturer tror man att grottlejonet hade svaga tigerränder, svans med tofs och vissa hanar hade primitiv man. Paleontologerna anser att grottlejonet dog ut på grund av att deras bytesdjur dog ut. Människans jakt kan också ha varit en bidragande orsak.
Grottlejon levde antingen i par eller ensamma. Av skelett återfunna i Tjeckien uppskattas hanen ha varit ungefär 3,5 meter lång, hade en mankhöjd på cirka 1,5 meter och vägde 270–320 kilogram medan honan vägde ungefär 175 kilogram. I jämförelse väger dagens afrikanska lejonhane 150–272 kilogram och grottlejonet var ungefär 30% större än dagens afrikanska lejon.